# Amaq

Amaq (Arabisch: وكالة أعماق; "Persbureau Amaq") is een persbureau dat verbonden is aan de Islamitische Staat in Irak en de Levant. Opeisingen van verantwoording voor aanslagen door IS worden hier vaak het eerst gepubliceerd.
Deskundigen als Charlie Winter van het Transcultural Conflict and Violence Initiative van de Georgia State University en Rita Katz van de SITE Intelligence Group beschouwen Amaq als een staatsomroep van IS. SITE houdt Amaq sinds 2014 in de gaten, toen bleek dat Amaq-berichten onder IS-strijders verspreid werden.
Amaq is opgericht door Syrische journalist Baraa Kadek, die zich in 2013 aansloot bij de terreurgroep IS. Hiervoor werkte hij bij Halab News Network.